# Leptochelia barnardi
Leptochelia barnardi is een naaldkreeftjessoort uit de familie van de Leptocheliidae. De wetenschappelijke naam van de soort is voor het eerst geldig gepubliceerd in 1957 door Brown.